# Trèfle cotonneux
Trifolium tomentosum
Espèce
Le Trèfle cotonneux (Trifolium tomentosum) est une espèce de plantes annuelles de la famille des Fabacées.